# Rhinella ruizi
Espèce
Synonymes
- Rhamphophryne ruizi Grant, 2000 "1999"

Statut de conservation UICN

 VU  : Vulnérable
Rhinella ruizi est une espèce d'amphibiens de la famille des Bufonidae.

## Répartition
Cette espèce est endémique du département d'Antioquia en Colombie. Elle se rencontre dans les municipalités de Bello et de Sonsón entre 2 330 et 3 100 m d'altitude dans la cordillère Centrale.

## Description
Les mâles mesurent de 36,0 à 39,4 mm et les femelles de 38,6 à 50,3 mm.

## Étymologie
Cette espèce est nommée en l'honneur de Pedro Miguel Ruíz-Carranza.

## Publication originale
- Grant, 2000 "1999" : Una nueva especie de Rhamphophryne (Anura: Bufonidae) de la Cordillera Central de Colombia. Revista Academia Colombiana Ciencias Exactas, Físicas y Naturales, vol. 23, suplemento especial, p. 287-299 (texte intégral).